# Пфаррверфен
Пфаррверфен — містечко та громада в австрійській землі Зальцбург. Місто належить округу Санкт-Йоганн-ім-Понгау. 
Пфаррверфен на мапі округу та землі. 

## Видатні люди
- Петра Кронбергер — гірськолижниця.

## Виноски
1. ↑  www.gemeinde.pfarrwerfen.at. Архів оригіналу за 21 жовтня 2016. Процитовано 29 червня 2013.